# Kovács Ádám (rendező)
Kovács Ádám (Sepsiszentkirály, 1933. szeptember 23. – Szatmárnémeti, 1991. március 30.) színházrendező.

## Életútja
A sepsiszentgyörgyi Mikó Kollégiumban végezte iskolai tanulmányait, ahol óriási hagyománya volt az iskolai színjátszásnak, kisdiákként rengeteget szerepelt. Később inkább betanította a darabokat. A marosvásárhelyi Szentgyörgyi István Színművészeti Intézetben (1954-ig) és a bukaresti Ion Luca Caragiale Film- és Színházművészeti Intézetben (1957-ben) rendező szakon végzett. 1957-től a Szatmárnémeti Északi Színházhoz szerződött. Félszáznál is több darabot rendezett, ezeknek zöme vígjáték.
A rendezői szerepéről így vélekedett:

„Elképzelésem szerint a színházi munka valamennyi összetevő közös munkája, s ebben a rendezőnek koordináló, összhang-teremtő szerepe van, hangsúlyozva azt, hogy számomra a színész egyenrangú partner. Szükségem van az ő alkotó egyéniségére, igénylem az ő alkotó munkáját. Jó előadás csak úgy születik, ha megvan a teljes együttmunkálkodás légköre, ha a színész és rendező kölcsönösen ihletik egymást.”

1991. március 30-án, Szatmárnémetiben hunyt el.

## Rendezései
- 1956
  - Kiss-Kovács: Vihar a havason (vizsgaelőadás)
- 1957
  - Mihail Sebastian: Vakációsdi
- 1958
  - Eugen Mirea- Kovács Gyula: Utolsó vonat (Harag Györggyel közös rendezés)
  - Dihovicsnij: Nászutazás (Harag Györggyel közösen)
- 1959
  - Valentin Katajev: Bolondos vasárnap
- 1960
  - Victor Rozov: Szállnak a darvak (Harag Györggyel közösen)
  - Beaumarchais: A sevillai borbély
  - Iszajco-Galics: Nem magánügy
- 1961
  - Alex Voitin: Emberek, akik hallgatnak
- 1962
  - Carlo Goldoni: Chioggiai csetepaté
  - Sütő András: Tékozló szerelem
  - Molière: Dandin György
- 1964
  - Eduardo de Filippo: De Pretore Vincenzo
  - Ion Luca Caragiale: Elveszett levél
- 1965
  - Aurel Baranga: Legyen eszed, Cristofor!
- 1966
  - Ionel Hristea: Semmi sem vész el, kedvesem!
  - Alexandru Voitin: Ancheta
- 1967
  - Liviu Rebreanu: Plicul
  - Csávossy György-Komzsiki István: A fül
- 1968
  - Aurel Baranga: Barátom a miniszter
  - Aurel Baranga: Közvélemény
  - Méhes György: 33 névtelen levél
  - G. B. Shaw: Az ördög cimborája
- 1969
  - Aurel Baranga: Jámborlelkű Szent Flórián
  - Kocsis István: A nagy játékos (Martinovics)
- 1970 
  - Victor Rozov: Vén diákok
  - Jókai Mór: Az aranyember
- 1971
  - G.B.Shaw: Szerelmi házasság
  - Liviu Rebreanu: Angyal és boríték (Raicu Mihai-al közös rendezés)
  - Mikszáth Kálmán: Különös házasság
- 1972
  - Virgil Stoenescu: Az utolsó vagány halála (Kovács Ferenccel közös rendezés)
- 1973
  - Illés Endre: Aki szeretni gyáva
  - Móricz Zsigmond: Nem élhetek muzsikaszó nélkül
- 1975
  - Horia Lovinescu: Rejtélyes telefonhívás
  - Molnár Ferenc: A testőr (Kovács Ferenccel közös rendezés)
  - Dan Tărchilă : A csók
- 1976
  - Móricz Zsigmond: Légy jó mindhalálig
  - Sigmond István: Gyertyafénynél
  - Dumitru Radu Popescu: Andilandi
  - Hazám, szülőföldem: irodalmi összeállítás
- 1977
  - Ben Hecht-Charles McArthur: A nap szenzációja
  - Ady emlékműsor
- 1978
  - Paul Everac: Vesekő
- 1979
  - Méhes György: Mi, férfiak
  - Valentin Munteanu: Gázolás
  - Móricz Zsigmond: Sári bíró
- 1980 
  - Raffai Sarolta: Vasderes
  - Gyárfás Miklós: Egérút
- 1981
  - Paul Georgescu: Négyszemközt a fallal
- 1982
  - Gorkij: A nap fiai
  - Tirso de Molina: A zöldnadrágos lovag
- 1983
  - Kós Károly: Budai Nagy Antal (ezt a darabot az akkori kommunista hatalom a főpróbát követően betiltotta)| [2]
- 1984
  - Sylvester Lajos: Gyanú
  - Méhes György: Dupla kanyar
  - Eugen Lovinescu: Rombadőlt fellegvár
- 1985
  - Aurel Baranga: Arcok és álarcok
- 1986
  - Ion Brad: Kihallgatás a konzulnál
  - Carlo Goldoni: Különös történet
- 1989
  - Robert Thomas: A papagáj és a zsaru